# Böckten
Böckten is een gemeente en plaats in het Zwitserse kanton Basel-Landschaft, en maakt deel uit van het district Sissach.
Böckten telt 792 inwoners.